# 2nd II None (album)
2nd II None è l'eponimo album d'esordio del duo hip hop statunitense 2nd II None, pubblicato nel 1991 da Profile Records.

## Descrizione
| Recensione | Giudizio |
| ---------- | -------- |
| AllMusic   | [ 1 ]    |

L'album di KK e Gangsta D – due artisti incapaci di fare freestyle, deficit che si fa notare nella costruzione dei testi – riveste i canoni classici del gangsta rap, sfociando nella misoginia. Inoltre, rompe gli schemi dell'hip hop introducendo nei brani un ritornello spesso R&B che avvicina il gangsta a suoni più melodici, permettendo al disco di entrare nelle classifiche della Billboard (primo tra gli Heatseekers nel 1992). Il lavoro di DJ Quik alle produzioni è elogiato.

## Tracce
DJ Quik produce ogni traccia.
1. Intro – 0:55
2. More Than a Player – 3:16
3. If You Want It – 3:46
4. Be True to Yourself – 2:45
5. Let the Rhythm Take You (featuring AMG) – 4:45
6. Comin' Like This (featuring DJ Quik, AMG & Hi-C) – 4:54
7. Underground Terror – 3:39
8. Just Ain't Me – 2:54
9. The Life of a Player – 3:33
10. Ain't Nothin' Wrong (featuring DJ Quik) – 3:19
11. What Goes Up – 3:12
12. Mystic – 2:47
13. Punk Mutha Fuckaz – 2:32
14. Niggaz Trippin' (featuring DJ Quik, AMG & Hi-C) – 6:12

## Classifiche

### Classifiche settimanali
| Classifica (1992)         | Posizione massima |
| ------------------------- | ----------------- |
| Stati Uniti               | 83                |
| US Heatseekers Albums     | 1                 |
| US Top R&B/Hip-Hop Albums | 26                |